# Campanha da Crimeia
A Campanha da Crimeia foi uma campanha de oito meses das forças do Eixo para conquistar a Península da Crimeia e foi palco de algumas das batalhas mais sangrentas na Frente Oriental durante a Segunda Guerra Mundial. As tropas alemãs, romenas e soviéticas de defesa sofreram pesadas baixas enquanto as forças do Eixo tentavam avançar pelo istmo de Perekop, ligando a península da Crimeia ao continente em Perekop, do verão de 1941 até à primeira metade de 1942. 
A partir de 26 de setembro de 1941, o 11.º Exército Alemão e as tropas do Terceiro Exército Romeno e do Quarto Exército estiveram envolvidos nos combates, contra a oposição do 51º Exército do Exército Vermelho e elementos da Frota do Mar Negro. Após a campanha, a península foi ocupada pelo Grupo de Exércitos A com o 17.º Exército como a sua principal formação subordinada.
Assim que o Eixo (tropas alemãs e romenas) romperam com a defesa, eles ocuparam a maior parte da Crimeia, com exceção da cidade de Sebastopol, que recebeu o título de Cidade Herói pela sua resistência, e Kerch, que foi recapturada pelos soviéticos durante um operação anfíbia perto do final de 1941 e então tomada mais uma vez pelos alemães durante a Operação Trappenjagd em 8 de maio. O cerco de Sebastopol durou 250 dias a partir de 30 de outubro de 1941 a 4 de julho de 1942, quando o Eixo finalmente capturou a cidade. 
Nas primeiras horas de 6 de novembro, o submarino romeno Delfinul, comandado por Constantin Costăchescu, lançou torpedos e afundou o cargueiro soviético Uralets de 1.975 toneladas a quatro milhas ao sul de Yalta. O submarino foi posteriormente atacado pelas forças soviéticas, mas ele seguiu seguir uma rota ao longo da costa turca e conseguiu escapar de até 80 cargas de profundidade, antes de chegar em segurança ao porto de Constança em 7 de novembro.
Sevastapol, o principal objeto da campanha, foi cercado por forças alemãs e atacado em 30 a outubro de 1941. As tropas alemãs foram repelidas por um contra-ataque soviético. Mais tarde, muitas tropas evacuadas de Odessa contribuíram para a defesa de Sebastopol. Os alemães então começaram um cerco da cidade. Outros ataques em 11 de novembro e 30 de novembro, nas seções leste e sul da cidade, fracassou. As forças alemãs foram então reforçadas por vários regimentos de artilharia, um dos quais incluía o canhão ferroviário Schwerer Gustav. Outro ataque em 17 de dezembro foi repelido no último momento com a ajuda de reforços e as tropas soviéticas desembarcaram na península de Kerch no dia seguinte ao Natal, para socorrer Sebastopol. As forças soviéticas permaneceram na península até a um contra-ataque alemão a 9 de abril. Eles aguentaram por mais um mês antes de serem eliminados em 18 de maio. Com a distração removida, as forças alemãs renovaram o seu ataque a Sebastopol, penetrando nas linhas defensivas internas no dia 29 de junho. Os comandantes soviéticos foram expulsos ou evacuados por submarino no final do cerco e a cidade rendeu-se a 4 de julho de 1942, embora algumas tropas soviéticas tenham resistido em cavernas fora da cidade até 9 de julho.